# Togg
Türkiye'nin Otomobili Girişim Grubu eller förkortning TOGG, är en turkisk biltillverkare. Företaget grundades som ett samriskbolag juni 2018.

## Historia
Under 2010-talet begärde turkiska presidenten Recep Tayyip Erdoğan ett initiativ för att producera en turkisk tillverkad elbil. 2017 tillkännagav Erdoğan inrättandet av bilföretaget TOGG och dess deltagare. 
Den 27 december 2019 genomfördes den första introduktionen offentligt tillställning i Gebze i provinsen Kocaeli. Presidenten Erdoğan presenterade två modeller under evenemanget, en SUV och en sedan, som kommer att börja säljas 2022. De två första prototyperna är designade i Italien av biltillverkaren Pininfarina. 

## Biltillverkning
Byggandet av en fabrik för biltillverkning valdes Haralar-regionen Gemlik i provinsen Bursa. Den kommer att täcka ett område på 400 hektar samt att ligga i lokaler som tillhör Turkiets väpnade styrkor. Platsen valdes på grund av dess närhet till hamnen. Den 21 maj 2020 togs första spadtaget och bilfabriken beräknas bli färdigställd 2021. Byggkostnaden för bilfabriken beräknas uppgå till 22 miljarder turkisk lira (cirka 30 miljarder svenska kronor). Det är planerat att anställa 4 323 medarbetare i produktionsanläggningen som kommer producera 175 000 fordon i fem modeller per år.

## Modeller
Två TOGG-modeller som presenterades i december 2019, är elektriska fordon med en räckvidd på 300 till 500 km. Batteriets livslängd blir 8 år.
| Namn         | Typ                 | Presenterad      | Förväntad premiär | Motor     |
| ------------ | ------------------- | ---------------- | ----------------- | --------- |
| TOGG (SUV)   | C-segment SUV       | 27 december 2019 | 2022              | Elektrisk |
| TOGG (Sedan) | C-segment Sedan     | 27 december 2019 | 2024              | Elektrisk |
| –            | C-segment Halvkombi | Ej fastställt    | 2030              | Elektrisk |
| –            | B-segment SUV       | Ej fastställt    | 2030              | Elektrisk |
| –            | C-segment MPV       | Ej fastställt    | 2030              | Elektrisk |